# Ryšánové z Modřic
Ryšánové z Modřic (též Ryšanové z Modřic) byli moravský šlechtický rod. Jejich prokazatelně nejstarší předkové a příbuzní se připomínají v polovině 15. století, původně šlo o příslušníky brněnského měšťanstva. Rod vymřel po meči patrně ve druhé polovině 16. století.

## Historie

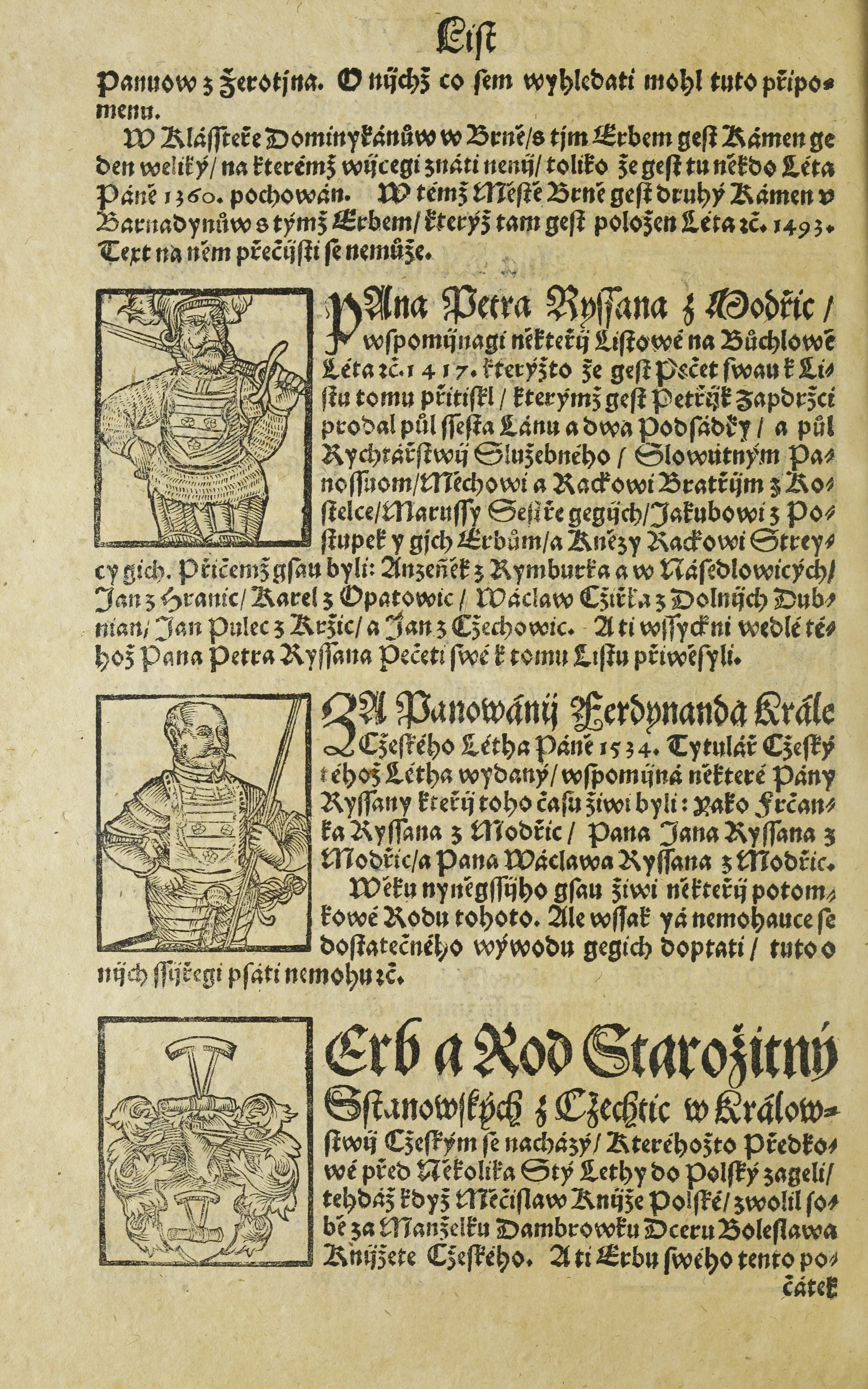
Kapitola, věnovaná Ryšánům z Modřic, na stránkách Paprockého Zrcadla slavného Markrabství moravského (1593)

Podle renesančního heraldika a rodopisce Bartoloměje Paprockého z Hlohol (1540/1543–1614) byl jedním z prvních prapředků rodu jistý Petr Ryšán z Modřic, který měl v roce 1417 odprodat několik svých lánů a podsedků vladykům z Kostelce; týž autor uvádí, že ještě v roce 1593 byl údajně v brněnském dominikánském kostele k vidění náhrobní kámen s letopočtem 1360 a erbem rodu Ryšánů, z nějž už ale nebylo možné přesně zjistit, kterému členovi rodu náleží. Souvislou genealogii je tak možno odvíjet až od Jana (Hanse) Ryšána, zámožného brněnského měšťana, který se živil jako obchodník s vínem a suknem. Spolu s blíže neznámou manželkou Kateřinou zakoupili v roce 1456 ves Vítovice u Rousínova a roku 1464 jim Václav Perman intabuloval Řečkovice i s tvrzí a patronátním právem k místnímu kostelu. Mezi léty 1464–1473 se podruhé oženil s Dorotou, dcerou někdejšího moravského nejvyššího sudího Zbyňka Doubravky z Doubravice († 1446) a Elišky z Cimburka, které pojistil důchod na Želešicích. V témže období se v písemných pramenech objevuje osoba Matyáše Ryšána či Reisnara z Modřic, snad Janova blízkého příbuzného, jemuž k roku 1463 patřil hospodářský dvůr v Chrlicích. Po Janovi zůstaly dcery Regina (manželka brněnského měšťana Hericha Špána), Marta (v roce 1494 držela dvůr v Řečkovicích), Kateřina (provdaná za olomouckého advokáta Lukáše Žalčara z Loděnice) a syn Václav, pokračovatel rodu, jenž na sklonku 15. století držel díl biskupského lenního statku Želešice. Paprocký udává, že z roku 1493 pocházel náhrobní kámen blíže neznámého Ryšána z Modřic, který se roku 1593 nacházel v původním brněnském františkánském klášteře.

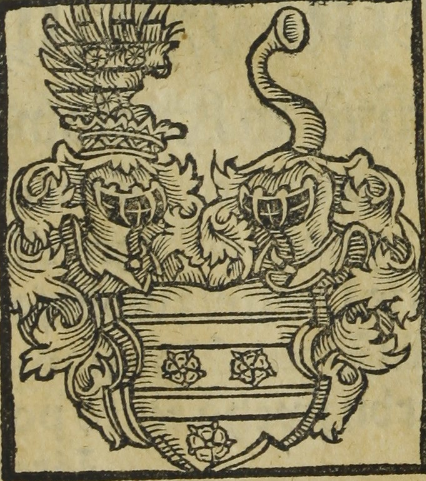
Erb rodu Ryšánů z Modřic dle Zrcadla slavného Markrabství moravského (1593)

Václavův syn Jan († 1562) byl držitelem hospodářského dvora v Modřicích. Jeho manželkou se stala Bohunka z Drnovic, dcera Bohuslava z Drnovic († 1548) a Aleny, členky napajedelské větve rodu Žerotínů. Roku 1545 přijal od olomouckého biskupa Jana Dubravia (episkopát 1541–1553) v léno polovinu Želešic, kterou po jeho smrti v roce 1562 převzali synové Jan, Václav a Jindřich Ryšánové z Modřic. Kromě nich měl ještě dceru Dorotu, jež byla manželkou Jana Morkovského ze Zástřizl. Václav a Jindřich odprodali své podíly na želešickém léně už v roce 1564 Janovi Pačlavskému z Hofu, ale Jan Ryšán z Modřic si svůj díl ponechal a je zde uváděn ještě v roce 1570. Z Janova prvního manželství s Kateřinou z Čertorej pocházela zřejmě nejvýznamnější členka rodu Ryšánů, Andělína Ryšánová z Modřic († po 1629), která se počátkem 80. let 16. století provdala za trojnásobného vdovce Jana Losinského ze Žerotína († 1608). Do manželství přinesla věno ve výši 1 000 kop grošů českých, k nimž jí její manžel roku 1586 připsal coby nadvěno dalších 2 500 kop grošů, pojištěných na Rapotíně, Petrově nad Desnou, Vikýřovicích a nově zbudovaném zámku ve Velkých Losinách. V tamním rytířském sále dal pak postavit 3,50 m vysoká majoliková kamna, dekorovaná glazovanými erby rodu Ryšánů z Modřic a jejich erb i s iniciály Andělíny Ryšánové byl ve formě intarzie vyveden též na několika dveřích v zámeckém interiéru. Po manželově smrti v roce 1608 pobývala společně s rodinou svého mladšího syna Přemyslava (II.) ze Žerotína († 1652) na panském dvoře Vízmberku a žila ještě 7. dubna 1629, kdy se o ní ve své korespondenci zmínil Karel Zdeněk Žampach z Potštejna. Pravděpodobně šlo o poslední členku rodu Ryšánů z Modřic vůbec.

## Erb

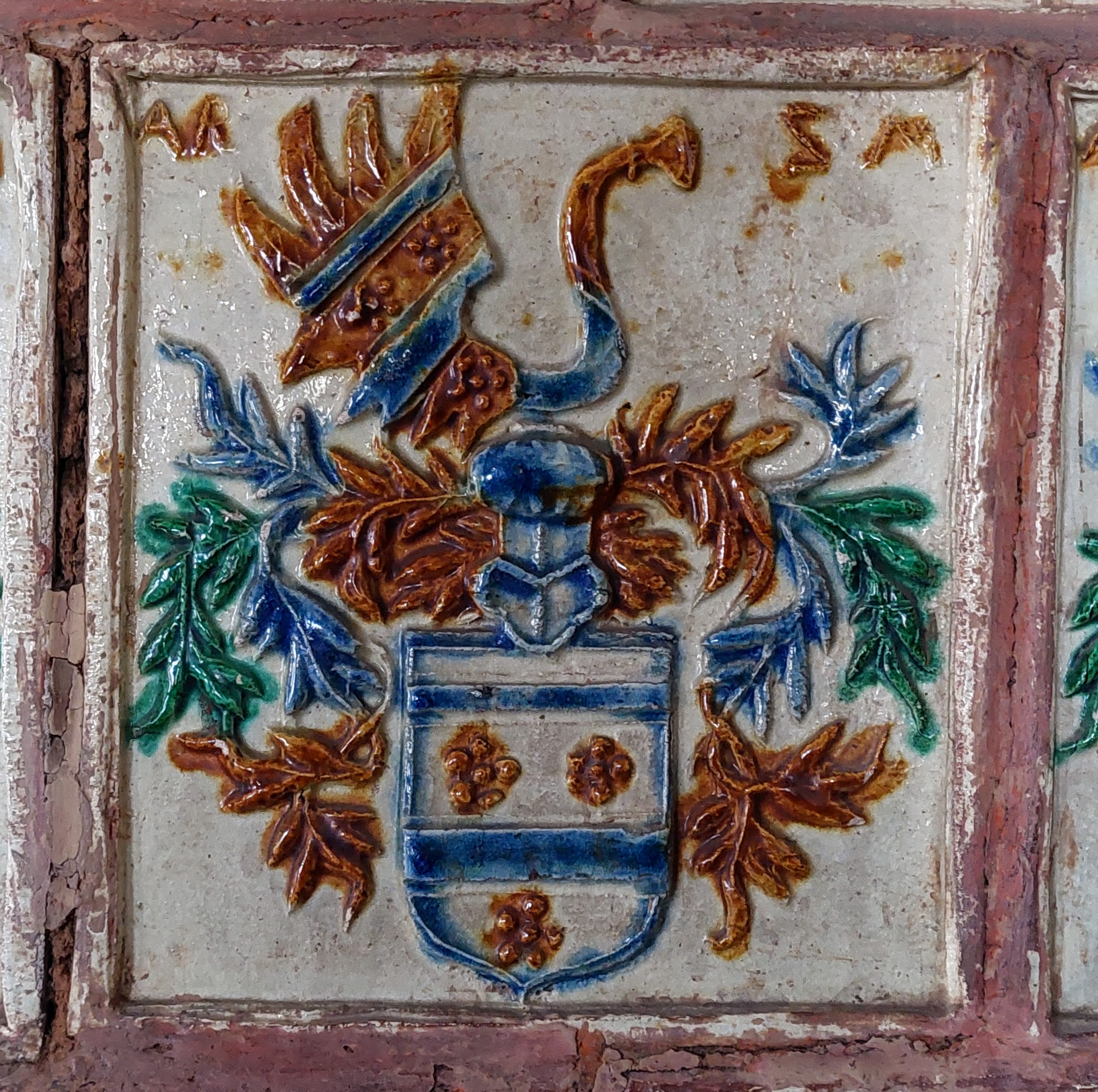
Erb Andělíny Ryšánové z Modřic na kachlových kamnech ve velkolosinském zámku

Ryšánové z Modřic nosili modrý štít, v něm dvě zlatá břevna, mezi nimi dvě a v patě štítu zpravidla jednu zlatou růži. Podle Paprockého byl erb kryt dvěma turnajovými helmy; helm heraldicky vpravo měl mít přikryvadla modro-zlatá, nad nimi listovou korunku a v klenotu modré rozkřídlené orličí křídlo s břevny a růžemi jako ve štítě. Přikryvadla levého helmu byla pak rovněž modro-zlatá s býčím rohem v klenotu. Heinrich von Kadich s Konrádem Blažkem i Josef Pilnáček však uvádějí mírně odlišné varianty erbu, lišící se jak v počtech a podobě helmů, tak ve výzoru klenotu a z něj vycházejících přikryvadel.

## Majetek
Kromě několika svobodných hospodářských dvorů na Brněnsku (Chrlice, Modřice) v průběhu dějin drželi tyto statky:
- Řečkovice (od r. 1464)
- Vítovice (od r. 1456)
- Želešice (od poloviny 15. století do druhé poloviny 16. století)